# Пилотът (теленовела)
„Пилотът“ (на испански: La piloto) е мексиканска теленовела, разделена в два сезона, създадена от Йорг Илер, Каролина Барера, Мария Сесилия Боенейм и Хайро Естрада, продуцирана от W Studios в сътрудничество с Lemon Films за Телевиса през 2017-2018 г.
В главните роли са Ливия Брито, Арап Бетке и Хуан Колучо, а в отрицателните – Мария Фернанда Йепес, Алехандро Нонес и Томи Васкес.
Във втория сезон участват Пауло Сесар Кеведо, Микаел Лако, Хулио Ечевери, Маргарита Муньос, Хуан Видал, Маурисио Пиментел, Ока Хинер, а в отрицателните роли са Лисардо и Илса Понко.

## Сюжет
Поредицата разказва историята на Йоланда, млада жена, която открива колко далеч може да стигне, за да постигне своята голяма мечта, а именно да бъде пилот на авиацията. Убийството на баща ѝ я белязва, като ѝ дава тласък, необходим за постигането на целта си. Първият ѝ контакт със света на авиацията е да работи като стюардеса, борейки се срещу множеството пречки, наложени от конкуренцията в напълно мъжка среда. Йоланда се среща с Джон, опитен пилот и ръководител на организация за въздушен транспорт, който я обучава как да лети с леки самолети, и в когото се влюбва. Но агент на ДЕА се появява по пътя ѝ. Йоланда попада в любовен триъгълник, който я поставя в средата на изгарящия конфликт.

## Актьори
- Ливия Брито – Йоланда Кадена
- Арап Бетке – Джон Лусио
- Хуан Колучо – Дейв Мехия
- Мария Фернанда Йепес – Сулима Монтес
- Алехандро Нонес – Оскар Лусио
- Мария де ла Фуенте – Лейтенант Моника Ортега
- Вероника Монтес – Лизбет Алварес
- Макарена Ачага – Оливия Ниевес
- Наташа Домингес – Аманда Куадрадо
- Мария Фернанда Гарсия – Естела Лесмес
- Маурисио Аспе – Арли Мена
- Стефани Салас – Росалба Лесмес
- Томи Васкес – Полковник Сантамария
- Артуро Барба – Секи Хилмас
- Херардо Мургия – Хорхе Синистера
- Демиан Калач – Педро Аяла

## Премиера
Премиерата на първия сезон на Пилотът е на 21 май 2017 г. по Las Estrellas. Последният 67. епизод е излъчен на 20 август 2017 г. Премиерата на втория сезон е на 18 юни 2018 г. по Las Estrellas.

## Сезони
| Сезон | Сезон | Епизоди | Оригинално излъчване | Оригинално излъчване |
| Сезон | Сезон | Епизоди | Премиера             | Финал                |
| ----- | ----- | ------- | -------------------- | -------------------- |
|       | 1     | 80      | 7 март 2017          | 26 юни 2017          |
|       | 2     | 82      | 18 юни 2018          | 7 октомври 2018      |